# Antaxius armillata
Antaxius armillata är en insektsart som först beskrevs av Jean Guillaume Audinet Serville 1838.  Antaxius armillata ingår i släktet Antaxius och familjen vårtbitare. Inga underarter finns listade i Catalogue of Life.